# Éabha
Éabha ist ein weiblicher Vorname.

## Herkunft und Bedeutung
Der Name ist die irische Form von Eva.

## Bekannte Namensträgerinnen
- Éabha McMahon (* 1990), irische Sängerin und Mitglied der Gruppe Celtic Woman